# Ashes (album)
Pour les articles homonymes, voir Ashes.
Albums de Tristania
World of Glass
(2001) Illumination
(2007)
Ashes est le quatrième album studio du groupe de metal gothique norvégien Tristania. L'album est sorti le 24 janvier 2005 sous le label Steamhammer Records.
Cet album marque un certain changement dans le style du groupe. En effet, dans cet album, le groupe a supprimé les chœurs et autres musiciens de session. L'album a un son globalement plus lourd.
Pour cet album, il s'agit du musicien Kjetil Ingebrethsen qui s'occupe du chant harsh.

## Liste des morceaux
1. Libre – 4:30
2. Equilibrium – 5:49
3. The Wretched – 7:00
4. Cure – 5:59
5. Circus – 5:09
6. Shadowman – 6:31
7. Endogenisis – 7:37

Chansons bonus :
- Bird – 5:09
- The Gate – 6:45 (Digipack)

## Musiciens

### Tristania
- Vibeke Stene - Chant féminin
- Østen Bergøy - Chant clair
- Kjetil Ingebrethsen - Chant harsh
- Anders H. Hidle - Guitare
- Rune Østerhus - Basse
- Einar Moen - Claviers
- Kenneth Olsson - Batterie

### Musiciens de session
- Hans Josef Groh - Violoncelle